# Guido Weiss (Journalist)
Konrad Rudolf Guido Weiss (* 18. August 1822 in Neumarkt, Schlesien; † 15. Januar 1899 in Frankfurt am Main) war ein deutscher demokratisch orientierter Publizist und Mediziner.

## Leben
Guido Weiss stammte aus einer jüdischen Familie. Sein Vater war ein damals bekannter Arzt. Weiss besuchte das Friedrichs-Gymnasium Breslau. Als Schüler nahm er an den Tanzstunden im Hause Molinari teil, von denen Gustav Freytag in seinem Roman Soll und Haben berichtete. Weiss studierte in Breslau, Erlangen und Heidelberg Medizin. Während seines Studiums wurde er 1842 Mitglied der Burschenschaft Walhalla Heidelberg. In Heidelberg schloss er Freundschaften mit Hermann Becker und Jakob Moleschott. Weiss wurde 1844 in Berlin zum Dr. med. promoviert und plante im Anschluss seine dortige Habilitation. Weil er revolutionärer Umtriebe verdächtigt wurde, wurde er inhaftiert. Dies beendete seine medizinische Karriere.
Nach der Revolution von 1848/49 wandte er sich dem Journalismus zu. In der Reaktionsära war er parlamentarischer Berichterstatter für die Vossische Zeitung. In der Zeit des preußischen Verfassungskonflikts war er Chefredakteur der oppositionellen „Berliner Reform“. Am 3. Mai 1856 wurde er mit dem akademischen Beinamen Cnöffel zum Mitglied (Matrikel-Nr. 1768) der Leopoldina gewählt. Im Jahr 1866 wechselte er als Chefredakteur zur Frankfurter Zeitung. Kurze Zeit später kehrte er nach Berlin zurück und übernahm die neue Zeitung „Die Zukunft“. Diese wollte er zu einer überregional bedeutenden demokratisch-liberalen Tageszeitung machen. In dieser Zeit hat Franz Mehring das journalistische Handwerk bei Weiss gelernt. Später beschrieb Mehring die Zukunft als das ehrlichste und geistreichste, aber auch als das am wenigsten gelesene bürgerliche Blatt und schlussfolgerte, dass daher die Zeitung auch eingestellt werden musste.
Nach 1870 war er für die Außenpolitik in der Frankfurter Zeitung zuständig. Auch politisch stand er dem Herausgeber des Blattes Leopold Sonnemann nahe. Ab 1883 war er Chefredakteur der Wochenzeitung „Die Wage“. Wegen Preßvergehens saß er mehrfach in Haft. Später lebte er als freier Schriftsteller in Frankfurt am Main. Er schrieb unter anderem für den politischen Teil und das Feuilleton der Frankfurter Zeitung.
Politisch stand er seinen Freunden Johann Jacoby und Franz Ziegler nahe. Zwischen 1869 und 1870 war er für Frankfurt am Main Mitglied des Preußischen Abgeordnetenhauses. Er wurde als Vertreter der antipreußischen demokratischen Partei in der Stadt gewählt, wurde aber bei den Wahlen im November 1870 wieder abgewählt, weil Teile des Besitzbürgertums sich Preußen annäherten.
Bereits im Mai 1849 hatte Guido Weiß die Sehkraft verloren und war im Alter ganz erblindet. Einen Großteil seiner Bibliothek kaufte nach seinem Tod die Frankfurter Stadt- und Universitätsbibliothek an.
Seine Tochter Magarete (1852–1889) heiratete 1878 Josef Stern.

## Werke
- (anonym): Für Johann Jacoby! Nach einer Rede im 2. Berliner Wahlbezirk am 12. Mai 1862. o. O. und o. J.[3]
- Hrsg.: Die Wage. Wochenblatt für Politik und Literatur. G. Weiss, Berlin 1873–1879. ISSN 2568-3861 Jahrgang 1875 Digitalisat Jahrgang 1877 Digitalisat